# Романов Сергій Сергійович
Сергій Сергійович Романов (нар. 21 липня 1997, Попасна, Луганська область, Україна) — український футболіст, півзахисник «Прикарпаття».

## Життєпис
З 2010 року навчався в ЛВУФК, у 2012 році перейшов до молодіжної академії луганської «Зорі». До 2016 року виступав за юнацьку та молодіжну команди луганців.
Улітку 2016 року приєднався до новоствореного харківського «Металіста 1925», який стартував в аматорському чемпіонаті України. Дебютував за харків'ян у Другій лізі 15 липня 2017 року в програному (0:1) виїзному поєдинку 1-го туру проти «Дніпра-1». Сергій вийшов на поле в стартовому складі та відіграв увесь матч. Дебютним голом за «Металіст 1925» у Другій лізі відзначився 11 жовтня 2017 року на 59-й хвилині переможного (1:0) виїзного поєдинку 16-го туру проти миколаївського «Суднобудівника». Романов вийшов на поле в стартовому складі, а на 78-й хвилині його замінив Михайло Стороженко. В жовтні 2018 року ПФЛ визнала Романова гравцем місяця в Першій лізі. 27 липня 2020 року півзахисник припинив співпрацю з «Металістом 1925».
У першій половині сезону 2020/21 виступав за інший харківський клуб, друголіговий «Метал».
У січні 2021 року знаходився на перегляді в луцькій «Волині». Наприкінці лютого того ж року став гравцем першолігового «Гірника-Спорт» на правах оренди з «Метала». Перед початком сезону 2021/22 підписав з «Гірником-Спорт» повноцінний дворічний контракт.

## Досягнення
- «Металіст 1925»:

 Бронзовий призер Другої ліги України: 2017/18
 Віце-чемпіон Чемпіонату України серед аматорів: 2016/17